# علم الطيور
علم الطيور (بالإنجليزية: Ornithology)‏ وهي من اليونانية اورنثولوجيا، تعني اورنث: طيور و لوكوس :علم و هي فرع من علم الحيوان يتناول دراسة الطيور.